# 로건 (영화)
《로건》(영어: Logan)은 2017년 공개된 미국의 슈퍼히어로 영화이다. 마블의 캐릭터 울버린을 줄거리로 한 영화이다. 엑스맨 시리즈 관련 열번째 영화이고 《엑스맨 탄생: 울버린》 (2009년), 《더 울버린》 (2013년)에 이은 세번째이자 마지막 울버린 영화이다. 마크 밀러의 코믹북 시리즈 올드 맨 로건 을 원작으로 하며, 제임스 맨골드가 감독을 맡았다.
영화에 대한 논의는 2013년 <더 울버린> 개봉 이후 시작되었으며, 맨골드 감독은 영화 각본 집필을 위해 협상 중이었고, 로렌 슐러 도너는 제작에 복귀했다. 2016년 12월부터 5월까지 수정 작업을 거친 후, 루이지애나, 뉴멕시코, 미시시피를 중심으로 5월부터 8월까지 주요 촬영이 진행되었다. 영화는 가까운 미래를 배경으로 하되, 기술과 사회 환경을 약간 수정하고 전통적인 슈퍼히어로 장르보다는 서부극에 가까운 어둡고 폭력적인 분위기로 각색되었다.
2017년 2월 17일 제67회 베를린 국제 영화제에서 처음 공개되었으며, 미국에서는 3월 3일 극장에서 개봉했다. 대한민국에는 2017년 3월 1일 개봉하였다. 액션 장면, 감정의 깊이, 연기, 그리고 맨골드 감독의 연출력으로 비평가들의 찬사를 받으며 엑스맨 시리즈 중 가장 높은 평가를 받은 영화가 되었다. 전미 비평가 위원회(National Board of Review)는 <로건>을 2017년 최고의 영화 10선 중 하나로 선정했으며, 제90회 아카데미 시상식에서 각색상 후보에 오르며 실사 슈퍼히어로 영화 최초로 각본상 후보에 올랐다. 전 세계적으로 6억 1,920만 달러의 수익을 기록하며 개봉 당시 R등급 영화 중 세 번째로 높은 수익을 올렸다. 잭맨과 킨은 <데드풀과 울버린>(2024)에서 다시 한번 같은 역을 맡았다.

## 줄거리
2029년, 25년 동안 뮤턴트는 태어나지 않았고, 나이 든 로건은 아다만티움 뼈 이식 수술로 인한 중독으로 치유 능력이 점차 약해져 고통받고 있다. 텍사스주 엘파소에서 리무진 운전사로 일하는 로건은 뮤턴트 추적자 칼리반과 함께 멕시코 북부의 버려진 제련 공장에서 노인 찰스 자비에를 돌본다. 자비에르는 치매를 앓고 있어 파괴적인 텔레파시 발작을 일으키고, 그중 하나가 몇 년 전 엑스맨 멤버 몇 명을 사망에 이르게 했다.
로건은 마지못해 생명공학 회사 알칼리-트랜시젠의 전 간호사 가브리엘라 로페즈와 어린 소녀 로라를 미국-캐나다 국경 근처의 피난처라고 알려진 에덴으로 데려가는 데 동의한다. 가브리엘라가 죽은 것을 발견한 로건은 트랜스젠의 사이보그 보안 책임자인 도널드 피어스와 마주친다. 그는 가브리엘라를 죽인 장본인이며, 로건의 리무진에 숨어들어 가 로건과 비슷한 능력을 가진 로라를 찾고 있었다. 로라, 로건, 자비에르는 피어스와 그의 리버스에게서 탈출하지만, 칼리반은 붙잡힌다. 피어스는 칼리반을 고문하여 로라를 추적하게 한다. 자비에르와 로건은 가브리엘라의 휴대폰에서 트랜스젠이 로라와 다른 아이들을 무기로 만들기 위해 돌연변이 DNA로 만들었다는 영상을 본다. 아이들은 통제하기 어려워 처형될 예정이었지만, 가브리엘라와 다른 간호사들이 일부 아이들을 탈출시키는 것을 도왔다. 자비에르는 로건에게 로라가 로건의 DNA로 만들어졌다고 밝히며, 로라를 로건의 딸이라고 부른다.
오클라호마시티에서 로건은 에덴이 로라의 엑스맨 만화에 등장한다는 사실을 알게 되고, 그것은 허구라고 말한다. 리버들이 도착하지만, 자비에가 발작을 일으켜 로건과 로라를 제외한 모든 사람을 무력화시키고, 로건과 로라는 공격자들을 죽이고 자비에에게 자신의 약을 주사한다. 그들이 도망치는 동안, 트랜스젠의 수장인 잰더 라이스 박사가 피어스를 돕기 위해 도착한다.
로건, 로라, 자비에르는 교통사고 후 농부 윌 먼슨과 그의 가족을 돕고, 그들의 집에서 저녁 식사를 하자는 제안을 수락한다. 로건은 그곳에서 기업 농장에서 집행관들을 몰아낸다. 라이스는 트랜스젠의 최강 무기로 만들어진, 로건의 전성기 시절의 정신 나간 복제인간 X-24를 풀어놓는다. X-24는 윌의 가족과 자비에를 살해한 후 로라를 붙잡는다. 칼리반은 수류탄을 터뜨려 자신과 리버 여러 명을 죽이지만 피어스만 부상을 입힌다. 로건은 X-24에게 압도당하지만, 윌은 트럭으로 X-24를 꼼짝 못하게 한 후 부상으로 사망한다. 로건과 로라는 자비에의 시체를 가지고 탈출한다.
자비에를 묻은 후 로건은 기절한다. 로라는 그를 의사에게 데려가 노스다코타에 있는 장소가 에덴이 아니라는 것을 증명하도록 설득한다. 그들은 릭터와 다른 트랜스젠 아이들이 캐나다로 건너갈 준비를 하는 것을 발견한다. 로라는 로건이 웨폰 X 시설에서 탈출한 후 간직해 온 아다만티움 총알을 발견한다. 로건은 한때 자살을 생각하기도 했다. 로건은 그들과 함께 가지 않기로 결정하고, 로라는 당황한다.
리버들이 아이들을 매복 공격하자 로건은 릭터가 준 혈청을 과다 복용한다. 이 혈청은 일시적으로 치유 능력을 강화하고 힘을 강화한다. 로라의 도움으로 그는 혈청이 사라지기 전에 리버들을 대부분 죽이다. 피어스가 릭터에게 총을 겨누고 있는 동안, 라이스는 웨폰 X 시설에서 수년 전 라이스의 아버지를 죽인 로건에게 트랜스젠이 만들어 전 세계 식량 공급망에 유통시킨 유전자 변형 작물 덕분에 새로운 돌연변이가 태어나지 않았다고 말한다. 로건은 총을 발견하고 라이스를 사살하고 피어스를 다치게 한다. X-24는 로건과 맞붙고, 아이들은 힘을 합쳐 피어스와 남은 리버들을 죽이다. 릭터는 자신의 능력을 이용해 트럭을 X-24에게 뒤집어 씌우지만, X-24는 스스로 빠져나와 로건을 큰 나뭇가지에 찔러 치명상을 입힌다. 로라는 로건의 리볼버에 아다만티움 탄환을 장전하고 X-24의 머리를 쏘아 죽이다.
죽음을 앞둔 로건은 로라에게 본래 무기가 되지 말라고 말하고, 로라는 눈물을 흘리며 로건을 아버지라고 인정한다. 로건은 로라의 품에서 평화롭게 숨을 거둔다. 로라와 아이들은 로건을 묻고, 로라는 추도사로 셰인의 마지막 연설을 낭송한다. 로건, 자비에, 그리고 로라는 오클라호마시티 호텔에서 함께 지켜봤는다. 아이들이 떠나기 전에 로라는 그의 묘비에 있는 십자가를 기울여 X를 만들어서 그가 엑스맨의 마지막 인물임을 기린다.

## 출연
- 휴 잭맨[1] - 로건 / 울버린 / X-24
- 다프네 킨 - 로라/X-23
- 패트릭 스튜어트 - 찰스 자비에 / 프로페서 X 역
- 보이드 홀브룩 - 도널드 피어스 역
- 스티븐 머천트 - 칼리반 역
- 리처드 E. 그랜트 - 잰더 라이스 박사 역
- 엘리자베스 로드리게즈 - 가브리엘라 역
- 에릭 라 살레 - 윌 먼슨 역
- 제이슨 헤나오 - 락터 역
- 엘리스 닐 - 캐서린 먼슨 역
- 퀸시 파우스 - 네이트 먼슨 역
- 한나 웨스터필드 - 레베카 역
- 브라이언트 타디 - 바비 역
- 애슐린 카살레뇨 - 샬롯 역
- 앨리슨 페르난데즈 - 달라일라 역
- 파커 러빈 - 도마뱀 소년 역
- 데이브 랜돌프-메이햄 데이비스 - 편의점 점원 역
- 제임스 핸디 - 늙은 의사 역
- 라라 그리스 - 중고차 딜러 역
- 한 소토 - 발렛 파킹원 역
- 도리스 모가도 - 마리아 역
- 제임스 모세스 블랙 - 소령 역
- 프랭크 갈러고스 - 연방 중위 역
- 데이빗 캘러웨이 - 로도스 역
- 신시아 르블랭 - 소리지르는 카지노 손님 역
- 세이버 뱅크슨 - 돌연변이 소녀 역
- 제이든 프란시스 - 돌연변이 소녀 역
- 메리 페이튼 스튜워트 - 신부 들러리 역
- 로렌 그로스 - 신부 들러리 역
- 크리슈토프 소진스키 - 모호크 역
- 후안 가스파드 - 노숙자 역
- 케이티 앤 미첼 - 군 간호사 역
- 마크 애쉬워스 - 바텐더 역
- 레이날도 갈레고스 - 레이 역
- 저스틴 르브룅 - 리버 역
- 레니 로프틴 - 잭슨 역